# 戸島村 (広島県)
戸島村（としまむら）は、広島県高田郡にあった村。現在の安芸高田市の一部にあたる。

## 地理
- 河川：戸島川[1]

## 歴史
- 1889年（明治22年）4月1日、町村制の施行により、高田郡戸島村が単独で村制施行し、戸島村が発足[1][2]。
- 1929年（昭和4年）4月1日、高田郡坂村、長田村と合併し、向原村を新設して廃止された[1][2]。

## 産業
- 農業[1]